# Tony Martin (historien)
Pour les articles homonymes, voir Tony Martin et Martin.
Tony Martin, né à Port-d'Espagne (Trinité-et-Tobago) le 21 février 1942 et décédé le 17 janvier 2013 , est un historien américain, professeur émérite au Wellesley College où il a été membre fondateur du département d'études africaines. Auteur de nombreux travaux portant sur Marcus Garvey, il est principalement connu pour ses ouvrages et déclarations au sujet de l'implication des Juifs dans la traite négrière, qui ont suscité d'âpres polémiques au cours des années 1990.[réf. nécessaire]